# Junkers T 23
Das Flugzeug Junkers T 23 (auch: U 23) basiert auf den Erfahrungen, die man mit dem Typ Junkers T 21 gemacht hatte. Ebenfalls als Hochdecker konstruiert, kam hier abweichend von sonstigen Junkers-Flugzeugen ein 59-kW-Gnôme-Rhône-Umlaufmotor zum Einsatz. 

## Entwicklung
Sinn dieses Versuchsflugzeuges T 23E waren Untersuchungen über die Verbesserungen der Flugeigenschaften. Zu diesem Zweck konnte ein zweiter, kleiner Unterflügel montiert werden, so dass ein Doppeldecker, Typ T 23D, entstand. Es war ursprünglich geplant, diesen Typen an Flugschulen zu verkaufen, so dass man die Anfängerschulung mit einem Doppeldecker beginnen konnte und später mit einem normalen Eindecker weiter auf demselben Typ schulen konnte.
Insgesamt wurden im Jahre 1923 vier Maschinen mit den Werknummern 440–443 gebaut und auch im Flugschulbetrieb geflogen.

## Technische Daten
| Kenngröße             | Daten der T 23E (Eindecker)    | Daten der T 23D (Doppeldecker) |
| --------------------- | ------------------------------ | ------------------------------ |
| Besatzung             | 2                              | 2                              |
| Spannweite            | 13,15 m                        | 13,15 m                        |
| Länge                 | ca. 7,26 m                     | ca. 7,26 m                     |
| Höhe                  | 3,02                           | 3,02                           |
| Flügelfläche          | 21,20 m²                       | 33,20 m²                       |
| Leermasse             | 515 kg                         | 590 kg                         |
| Startmasse            | 765 kg                         | 820 kg                         |
| Triebwerk             | ein Le Rhône mit 80 PS (59 kW) | ein Le Rhône mit 80 PS (59 kW) |
| Höchstgeschwindigkeit | 145 km/h                       | 130 km/h                       |
| Marschgeschwindigkeit | 125 km/h                       | 110 km/h                       |
| Dienstgipfelhöhe      | 4000 m                         | 3500 m                         |